# 九期一
“九期一”（GV-971），学名甘露特钠（英語：sodium oligomannate），是一款用于治疗轻度至中度阿尔茨海默症（俗称老年痴呆症）的药品，据称是中国第一款治疗阿尔茨海默症的原创新药。但它亦引起了不少质疑，包括研发单位上海绿谷制药曾虚假宣传、贩卖假药、研发者耿美玉疑似论文造假。
GV-971提取自鹅掌菜，是一种寡糖。其“作用机理”至今不明，其发明者提出了分解Aβ蛋白块、消炎、进入神经细胞和各种蛋白质结合、影响肠道菌群等截然不同的解释。此药的临床试验全都没有允许受试者同时使用其他抗阿尔兹海默药物。

## 研发历程
“九期一”由中国科学院上海药物研究所、中国海洋大学和上海绿谷制药历时22年共同研制。主要发明人为中国科学院上海药物所研究员耿美玉。甘露特钠Ⅲ期临床试验主要牵头人有北京协和医院张振馨教授。上海交通大学医学院附属精神卫生中心教授肖世富等。

## 上市
2019年11月2日，国家药品监督管理局有条件批准了上海绿谷制药有限公司“九期一”的上市申请。
2019年12月29日，在上海药物研究所主办“九期一全球战略发布暨第一届脑肠轴论坛”上，“九期一”正式上市，可中国药店开售。
2021年，进入中国国家医保药品目录。

## 争议

### 上海绿谷贩卖假药
参与GV-971研发的上海绿谷曾售卖所谓抗癌保健品“中华灵芝宝”，该产品因虚假宣传屡被北京、湖南、江西等工商行政管理部门查处，但却在保健品大限（2002年12月31日）前，顺利完成由“卫药健字”向“国药准字B”的晋级。2002年11月26日，由原国家药品监督管理局批准转为国药准字 B20020428，并更名为“双灵固本散”。

### 耿美玉被质疑论文造假
PubPeer网站用户对耿美玉课题组发表的4篇论文发出质疑，认为存在图片不当裁剪、一图多用等问题。
2019年11月29日，首都医科大学校长饶毅实名举报李红良、裴钢、耿美玉造假，称耿美玉的文章“不造假是不可能的”。2020年7月，饶毅在《Cell Research》上发表评论，质疑耿美玉最新的“肠道菌群”文章没有提及之前其他的“作用机理”假说，有隐瞒之嫌。2021年1月21日，科学技术部等发布调查结果，指耿美玉的论文未发现有造假，但存在“图片误用”。。2021年1月30日绿谷制药在其官方微信公众号回应称，饶毅此举属诽谤，保留采取法律手段的权力。